# Harmologa amplexana
Harmologa amplexana är en fjärilsart som beskrevs av Philipp Christoph Zeller 1876. Harmologa amplexana ingår i släktet Harmologa och familjen vecklare. Inga underarter finns listade i Catalogue of Life.